# Epicauta distorta
Epicauta distorta es una especie de coleóptero de la familia Meloidae.

## Distribución geográfica
Habita en América Central.